# Ametastegia tenera
Ametastegia tenera ist eine Blattwespe aus der Unterfamilie Allantinae. Die Art wurde von dem schwedischen Entomologen Carl Fredrik Fallén im Jahr 1808 als Tenthredo tenera erstbeschrieben.

## Merkmale
Die 5,3–6,8 mm langen Blattwespen besitzen einen überwiegend schwarzen Körper. Für die Weibchen gilt: Die Cenchri, das apikale Ende der vorderen Femora sowie die vorderen Tibien sind größtenteils gelbbraun gefärbt. Die Mandibeln sind apikal rotbräunlich gefärbt. Labrum, Labial- und Maxillarpalpen sowie die vorderen Tarsen sind dunkelbraun. Die leicht verdunkelten Flügel weisen eine charakteristische Aderung auf. Die Vorderflügel weisen drei Kubitalzellen auf, die Ader Rs fehlt. Das Flagellum (Geißelglieder) ist etwa 1,5–1,6 mal so lang wie der Kopf breit. Der gerunzelte Clypeus weist eine V-förmige Einkerbung sowie einen kleinen medianen Zahn auf. Die Klauen weisen einen kleinen spitzen basalen Lobus auf. Die Sägescheide reicht nur geringfügig über das Hinterleibsende hinaus. Die Lanzette weist etwa 12 Serrulae (Zahnreihe) auf. Die ähnlichen Männchen unterscheiden sich u. a. in folgenden Merkmalen: Labrum, Labial- und Maxillarpalpen sind gelbbraun. Ferner ist das Flagellum etwa 2,4 mal so lang wie der Kopf breit.
Die Larven sind überwiegend grün gefärbt. Der Kopf ist gelbbraun gefärbt und weist einen größeren dunklen Stirnfleck auf. Ferner verläuft von den Punktaugen jeweils ein kleinerer dunkler Fleck nach hinten über die Schläfe.

## Verbreitung
Ametastegia tenera besitzt eine holarktische Verbreitung. Die Art ist in Europa fast überall vertreten und gilt als häufig. Nach Osten reicht das Vorkommen über Sibirien bis in den Fernen Osten (Japan, Korea). In Nordamerika ist die Art ebenfalls vorhanden. Dort reicht das Verbreitungsgebiet von Québec und Virginia an der Atlantikküste bis nach British Columbia und Oregon an der Pazifikküste.

## Lebensweise
Die Blattwespen beobachtet man von April bis September. Die Art bildet gewöhnlich zwei oder mehr Generationen im Jahr. Als Hauptwirtspflanze von Ametastegia tenera gilt der Ampfer (Rumex). Weitere Wirtspflanzen sind die Gewöhnliche Kratzdistel (Cirsium vulgare), der Schlangen-Knöterich (Bistorta officinalis) und das Echte Mädesüß (Filipendula ulmaria) sowie die Weinrebe (Vitis vinifera). Die Afterraupen fressen an den Blättern ihrer Wirtspflanzen. Zur Verpuppung bohren sich die Larven in die Sprossachse einer beliebigen Pflanze, die meist nicht zu ihren Wirtsarten zählt.

## Galerie

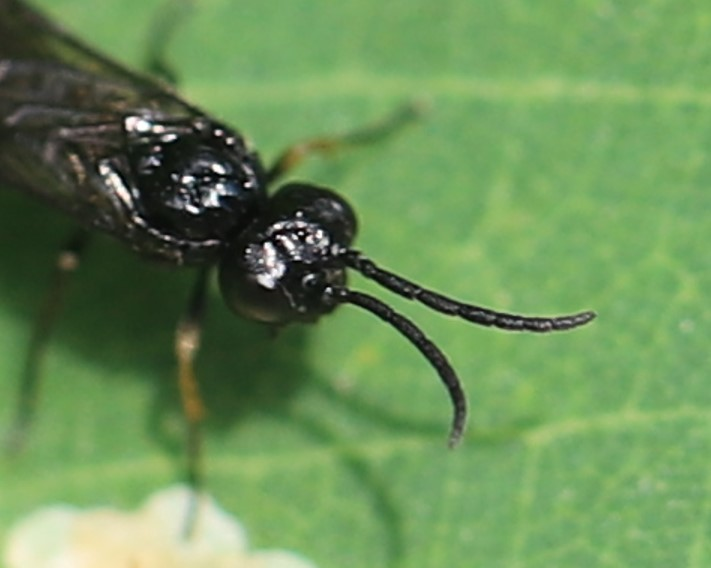
Kopf und Fühler
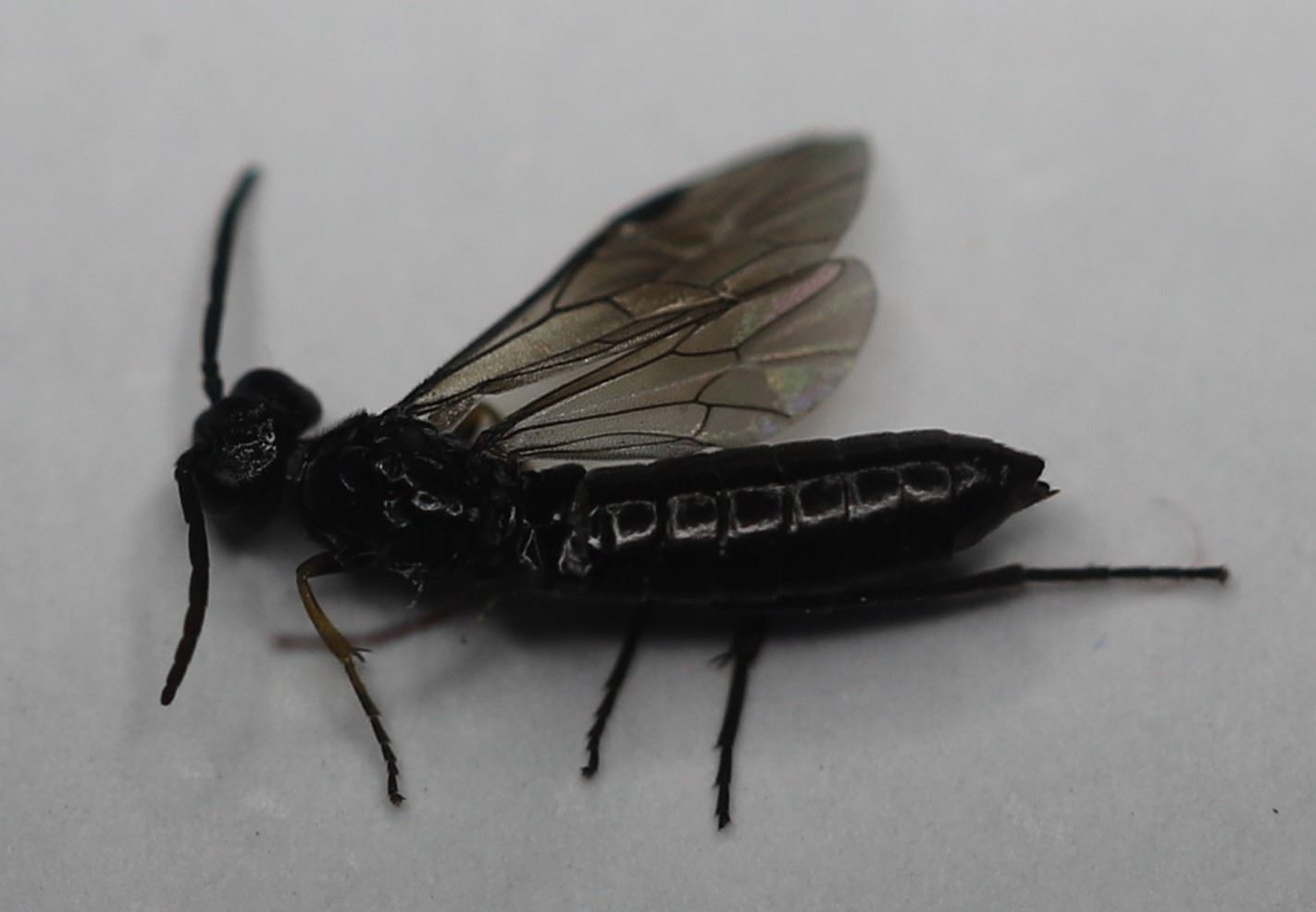
Dorsaler Habitus
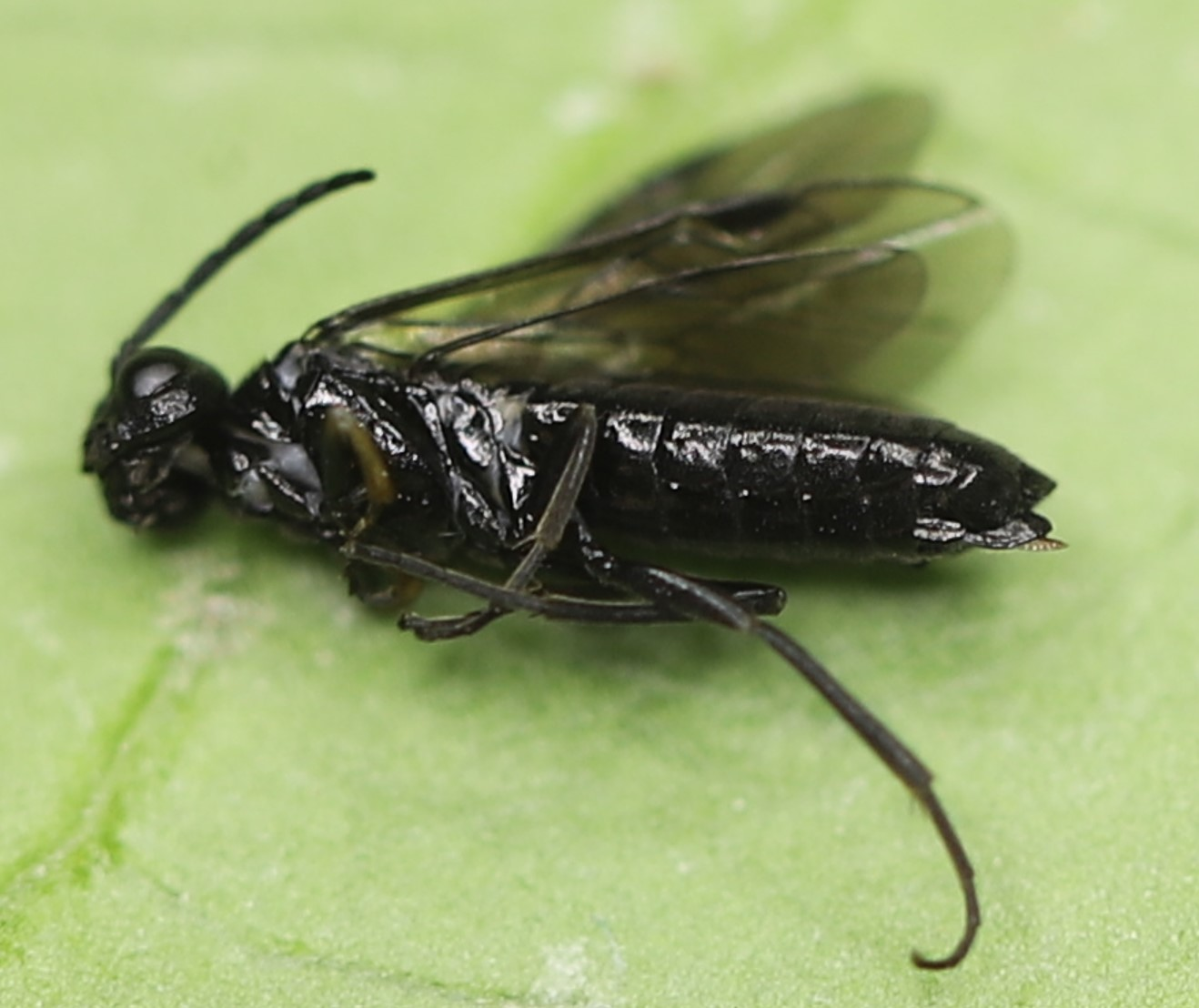
Ventraler Habitus
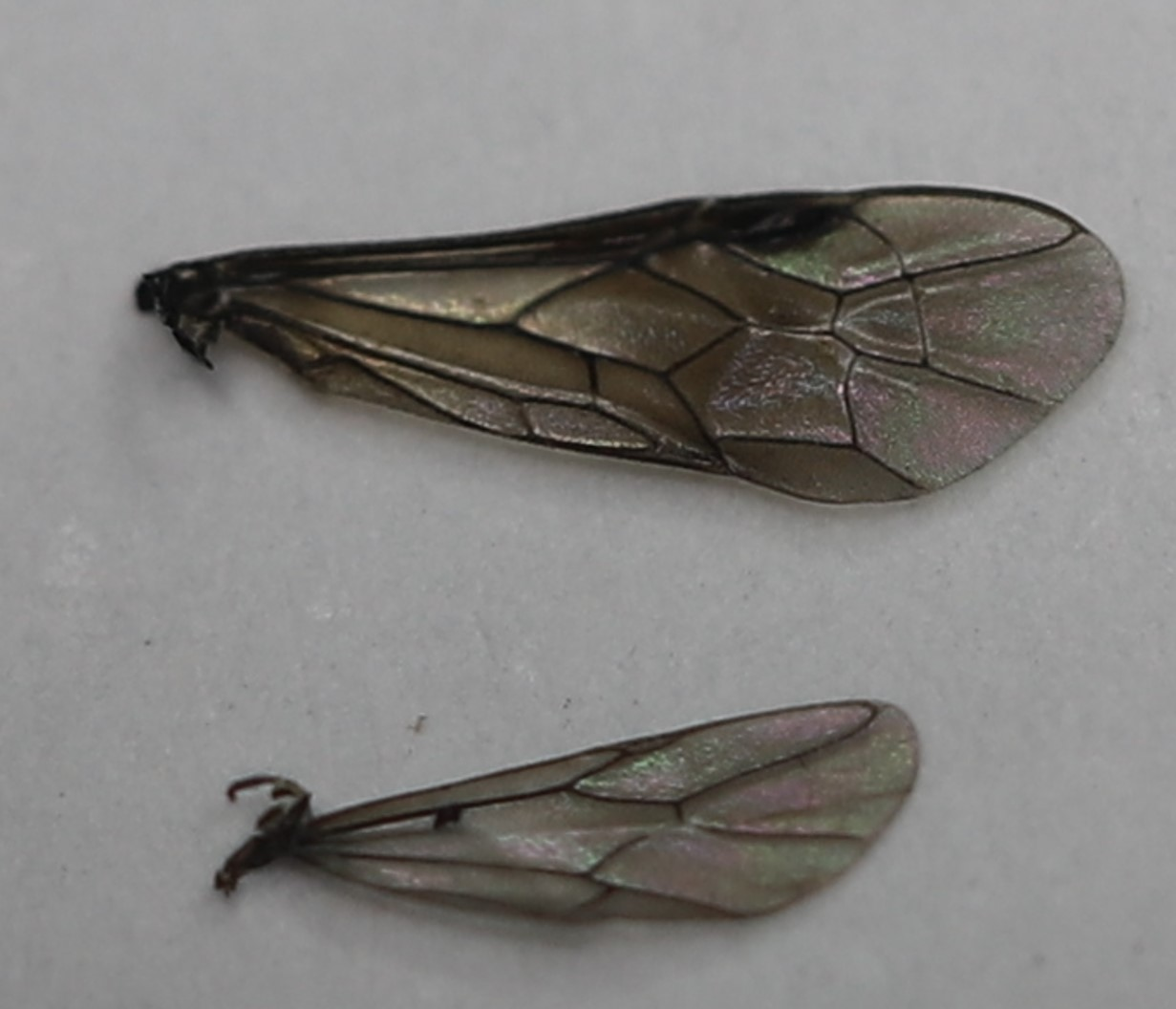
Vorder- und Hinterflügel
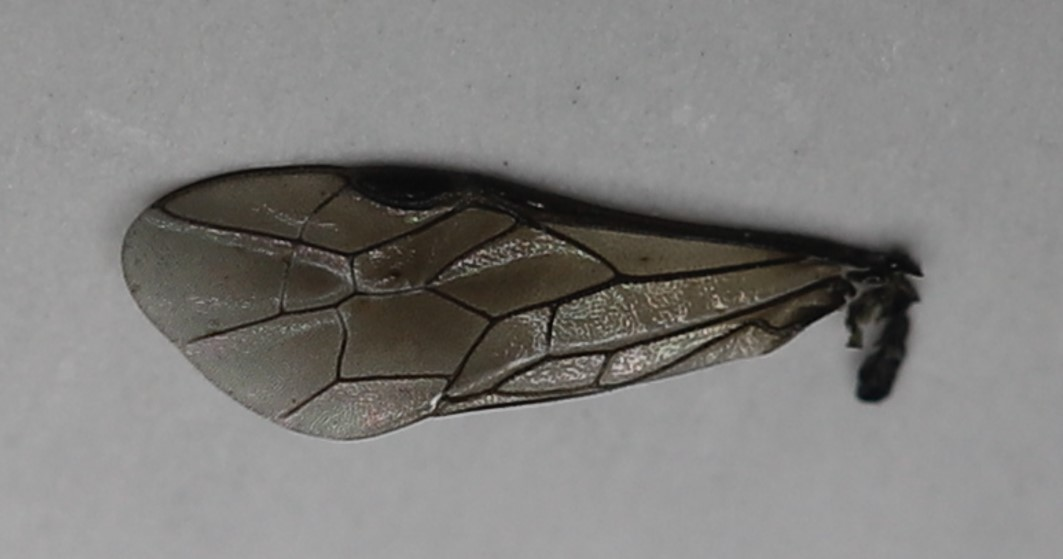
Vorderflügel
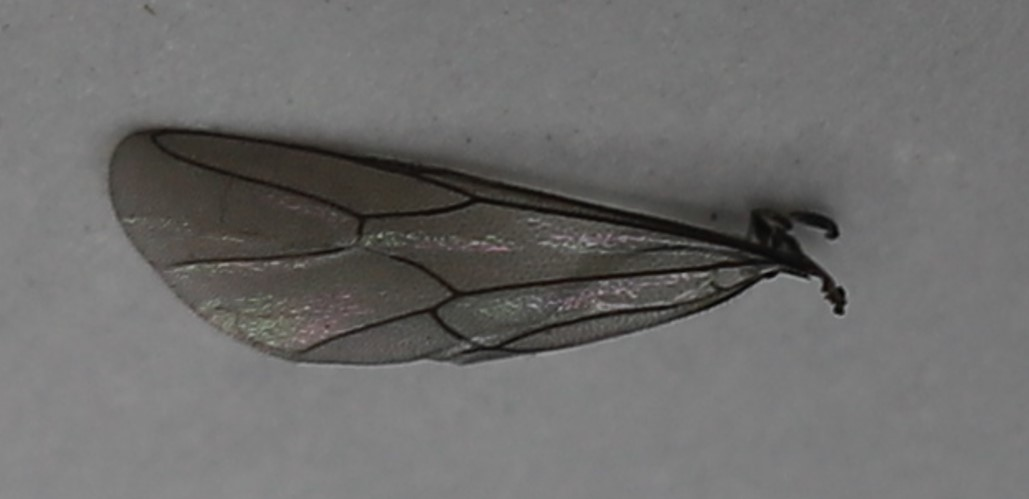
Hinterflügel